# Jacobus Gallus
Jacobus Gallus, także Jacob Handl-Gallus (ur. 3 lub 31 lipca 1550 prawdopodobnie w Ribnicy, zm. 18 lipca 1591 w Pradze) – renesansowy kompozytor pochodzenia słoweńskiego, autor muzyki sakralnej.
Należał do zakonu cystersów. Działał jako śpiewak w kapeli cesarskiej. Dużą część życia spędził w podróżach (Austria, Czechy, Morawy, Śląsk), w latach 1579–1585 pracował jako kierownik chóru biskupa Ołomuńca.

## Życiorys
Gallus zanim wstąpił do zakonu nazywał się Jakob Petelin Petelin w wolnym tłumaczeniu oznacza koguta – Handl i Gallus oznacza to samo po niemiecku i łacinie. Używał łacińskiej formy swego imienia, do której często dodawał przymiotnik Carniolus, odnoszący się do miejsca pochodzenia (Carniola to Kraina w Słowenii).
Gallus najprawdopodobniej zdobył wykształcenie w klasztorze cystersów w Stičnej w Krainie. Opuścił ojczyznę między 1564 a 1566, podróżując do Austrii, a następnie do Czech, Moraw i na Śląsk. Przez jakiś czas zatrzymał się w benedyktyńskim opactwie w Stift Melk w Dolnej Austrii. Był członkiem wiedeńskiej kapeli nadwornej w 1574 oraz kapelmistrzem na dworze biskupa ołomunieckiego między 1579 a 1585. Po 1585 aż do śmierci był organistą w kościele św. Jana na Zábradlí w Pradze.

## Twórczość
Twórca ten reprezentuje kontrreformacki nurt w muzyce czeskiej, łącząc polifoniczny styl późnorenesansowej szkoły francusko-flamandzkiej ze stylem szkoły weneckiej przełomu XVI i XVII w. Tworzył zarówno muzykę religijną, jak i świecką. Należy do niezwykle płodnych kompozytorów: przypisuje mu się ponad 500 utworów. Część z nich to kompozycje chóralne.
Najsławniejszym dziełem kompozytora jest jego Opus musicum w sześciu częściach z 1577 – zbiór 374 motetów na cały rok liturgiczny. Motety te zostały wydane w domu wydawniczym Nigrina w Pradze. Motet O magnum mysterium comes, pochodzący z pierwszego tomu, wydanego w 1586, zawiera utwory do wykonywania w okresie od 1 niedzieli Adwentu do Septuagesimy (trzeciej niedzieli przed wielkim postem). Ten ośmiogłosowy motet nosi cechy wielogłosowości szkoły weneckiej z użyciem techniki cori spezzati.
Styl Gallusa łączy tradycję z nowoczesnością. Rzadko używał cantus firmus, preferując nowoczesną wówczas wenecką technikę polichóralną, nie rezygnując jednak ze starszych i przyjętych technik imitacyjnych.
Gallus opublikował u Nigrina 16 ze swoich 20 mszy.
Świeckie w swym charakterze dzieła Gallusa – około 100 krótszych utworów – zostały wydane w zbiorach Harmoniae morales (Praga 1589 i 1590) oraz Moralia (Norymberga 1596). Część z tych utworów to madrygały w języku łacińskim, nietypowym dla tej formy. W zbiorach znajdują się też pieśni po niemiecku i łacinie.

## Utwory
- Messa super 'Elisabethae impletum est tempus’
- Harmoniae morales (1589)
- Selectiores qvaedam missae (1580)
- Opus musicum (1586-1591)
- Harmoniae morales (1589 i 1590)
- Moralia (1596)